# Saisting
Saisting ist ein Gemeindeteil der Gemeinde Waffenbrunn im Landkreis Cham des Regierungsbezirks Oberpfalz im Freistaat Bayern.

## Geografie
Saisting liegt auf dem Westufer des Katzbaches 2 Kilometer nordöstlich von Waffenbrunn an der Staatsstraße 2146. Östlich von Saisting verläuft die Bahnstrecke Cham–Waldmünchen. Die nächsten Haltepunkte dieser Bahn befinden sich in Balbersdorf 1 Kilometer nördlich und in Waffenbrunn 2 Kilometer südlich von Saisting.

## Geschichte
Saisting hatte 1752 5 Anwesen, darunter 1 Gemeinde-Hüthaus. Die Eigentümer hießen Wenzl, Schneider, Roider, Spitzer.
1808 wurde die Verordnung über das allgemeine Steuerprovisorium erlassen. Mit ihr wurde das Steuerwesen in Bayern neu geordnet und es wurden Steuerdistrikte gebildet. Dabei kam Saisting zum Steuerdistrikt Kolmberg. Der Steuerdistrikt Kolmberg umfasste die Orte Balbersdorf mit Klinglhof und Klinglmühle, Klessing, Kolmberg, Saisting mit Schnabelmühle.
1821 wurden im Landgericht Cham Gemeinden gebildet. Diese Gemeinden stimmten zunächst mit den Steuerdistrikten überein. Kolmberg wurde patrimonialgerichtische Gemeinde. 1821 wurde jedoch die Gemeindebildung überarbeitet. Es wurde nun darauf Wert gelegt, dass die Gemeindeteile zur selben Pfarrei gehörten. Landgerichtische Orte und patrimonialgerichtische Orte wurden getrennt. Große Steuerdistrikte wurden in kleinere Gemeinden aufgeteilt. Bei diesem Prozess entstanden sehr viele kleinere Gemeinden, darunter auch die Gemeinde Klessing mit den Ortschaften Klessing, Saisting und Schnabelmühle. Diese starke Gliederung in kleine und kleinste Gemeinden hatte teilweise jedoch wenig Bestand. Bereits im Topographisch-statistischen Handbuch des Königreichs Bayern von 1867 wurde die Gemeinde Klessing nicht mehr erwähnt, sondern unter Kolmberg aufgelistet. Die Gemeinde Kolmberg umfasste 1867 die Orte Klessing, Kolmberg, Saisting und Schnabelmühle.  Bei der Gebietsreform in Bayern wurde 1972 die Gemeinde Kolmberg in die Gemeinde Waffenbrunn eingemeindet.

## Pfarreizugehörigkeit
Saisting gehörte zunächst zur Pfarrei Chammünster. 1923 wurde Saisting der neu gegründeten Pfarrei Waffenbrunn zugeteilt. 1997 hatte Saisting 38 Katholiken.

## Einwohnerentwicklung ab 1838
| Jahr | Einwohner | Gebäude |
| ---- | --------- | ------- |
| 1838 | 44        | 6       |
| 1861 | 43        | 20      |
| 1871 | 36        | 24      |
| 1885 | 36 *      | 8       |
| 1900 | 45        | 8       |
| 1913 | 48        | 8       |

| Jahr | Einwohner | Gebäude |
| ---- | --------- | ------- |
| 1925 | 55        | 9       |
| 1950 | 75        | 12      |
| 1961 | 62        | 15      |
| 1970 | 58        | k. A.   |
| 1987 | 41        | 15      |
| 2011 | 46        | k. A.   |